# 艾罗
艾罗是葡萄牙布拉加区的一个堂区。总面积3.81平方公里，总人口946人，人口密度248.3人/平方公里。